# Кумська сивіла (Мікеланджело)
«Ку́мська сиві́ла» (італ. La Sibilla Cumana) — фреска із зображенням Кумської сивіли Мікеланджело Буонарроті на стелі Сикстинської капели (Ватикан), створена ним близько 1508—1511 років.

## Опис
Кумська сивіла сидить на троні й читає величезну книгу. Два путті стоять над нею, зазираючи в книгу. Ліва рука оголена, добре видно м'язи. Сивіла зображена старою, відповідно до легенди. Образ цієї сивіли є найбільш відомим серед сивіл Мікеланджело.
Вазарі описує Кумську сивілу так:
|  | (…) За цим пророком [Ісайя] змальована стара прекрасна сивіла. Вона сидить і вивчає книгу; поза її надзвичайно красива, як і пози хлопчиків навколо неї. |

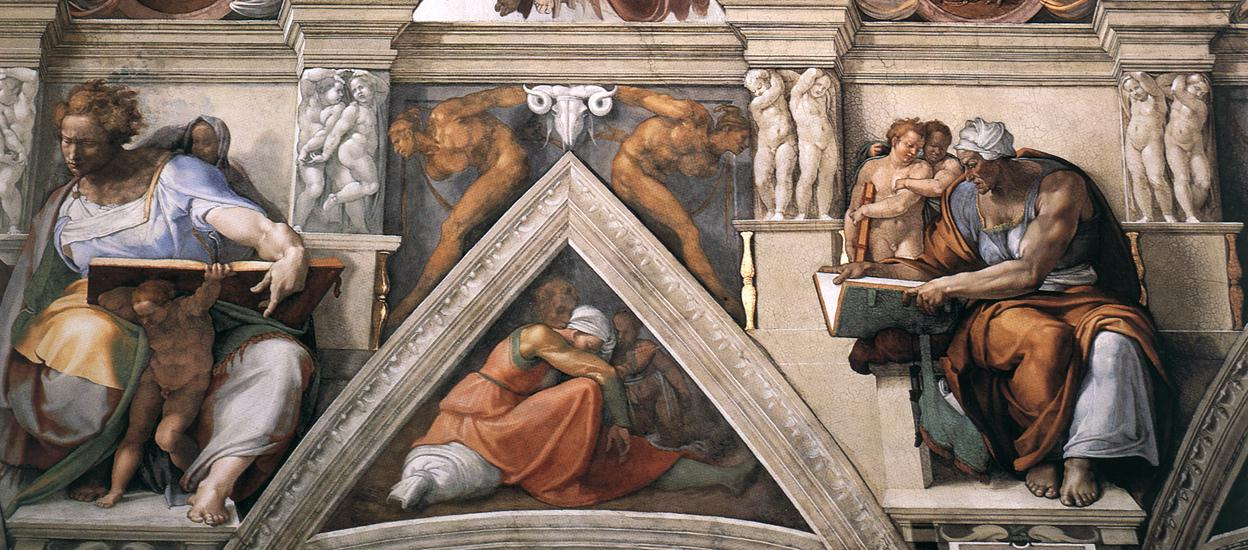
«Кумська сивіла» розміщена біля фрески «Пророк Даниїл»
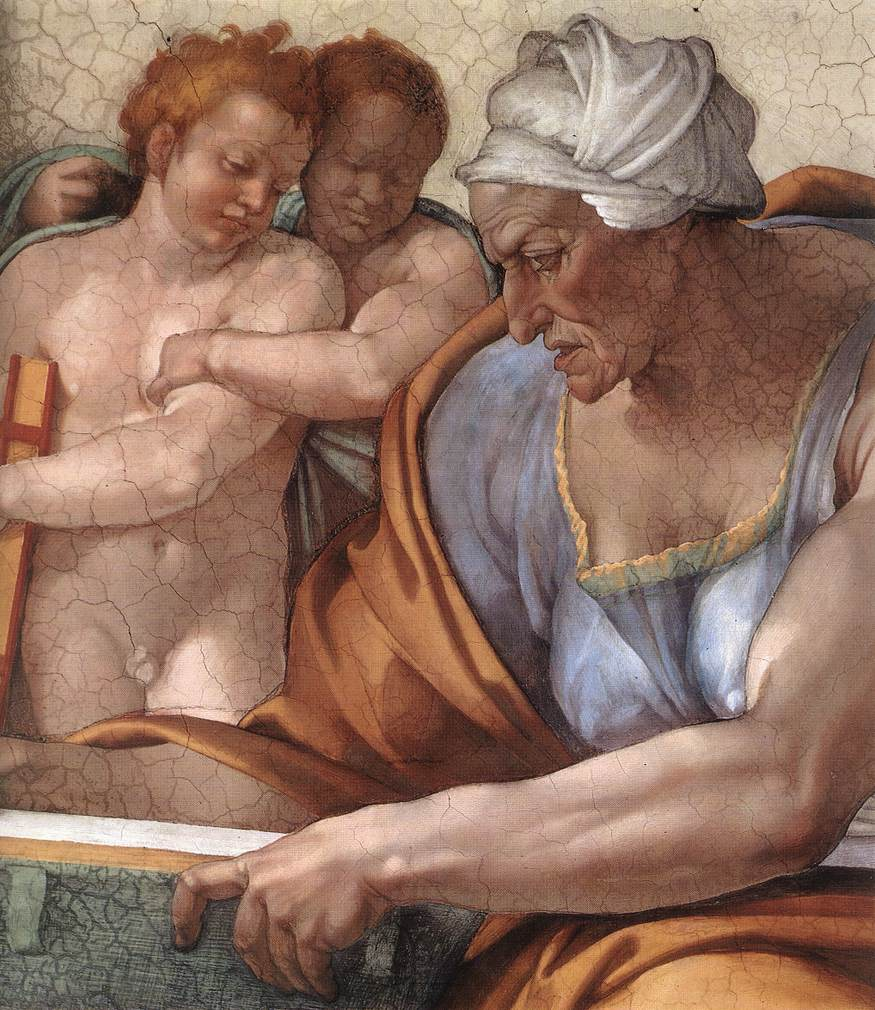
«Кумська сивіла». Деталь
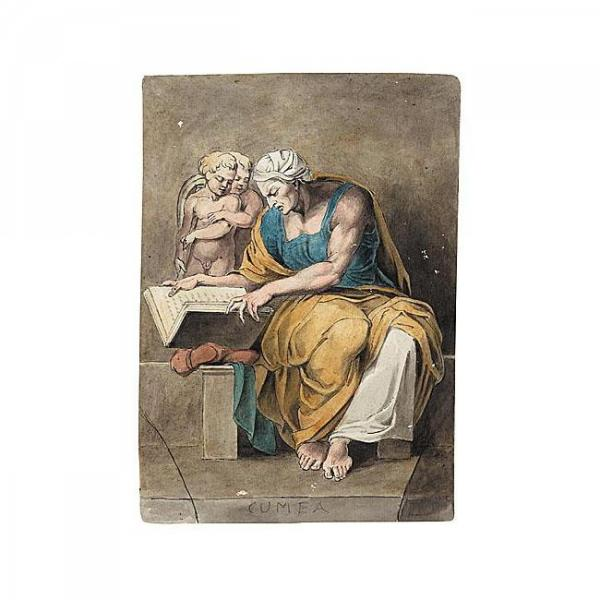
«Кумська сивіла» Вільяма Блейка

## Трактування
Бенджамін Блех (англ. Benjamin Blech) та Рой Долінер (англ. Roy Doliner) звернули увагу, що один із путто показує дулю. Кумська сивіла символізує собою Рим — тож це міг бути засіб для Мікеланджело висловити своє незадоволення тим, як його (і його мистецтво) оцінював папа Юлій II.

## Виноски
1. ↑  THE CUMÆAN SIBYL. grandearte.net. Архів оригіналу за 12 лютого 2019. Процитовано 10.02.2019.
2. ↑  The Cumaean Sibyl. wga.hu. Архів оригіналу за 12 лютого 2019. Процитовано 10.02.2019.
3. ↑  Вазарі, 1970, с. 335.
4. ↑  Blake in the Marketplace, 2002. bq.blakearchive.org. Процитовано 10.02.2019.
5. 1 2  Connor Lynch, 2015, с. 15.